# Paul Greene (attore)
Paul Greene (Wetaskiwin, 2 giugno 1974) è un attore canadese.

## Carriera
All'età di 18 anni, è stato scoperto dal famoso agente Kelly Streit ed è diventato un modello di fama internazionale. È apparso su dozzine di copertine di riviste, rappresentando marchi di successo come Armani, Levi's, Tommy Hilfiger, J. Crew, Men's Health e centinaia di altri.
È stato sposato con Angi Fletcher dalla quale ha avuto il suo primo figlio Oliver e dopo aver divorziato, nel maggio 2019 si è fidanzato con Kate Austin, sua attuale compagna e fidanzata dalla quale ha avuto il secondo figlio Austin.
Dopo la nascita del primo figlio, il suo profondo amore per la recitazione lo ha portato a trasferirsi a Los Angeles, dove ha continuato a girare spot pubblicitari e ha ottenuto il successo come star e guest star in più serie TV, tra cui "NCIS". CSI", "The Newsroom", "Girlfriends". Soprannominato il "Cary Grant" di Hallmark Channel", Paul detiene come attore maschio, il maggior numero di film natalizi su "Hallmark Channel".
Ha pubblicato due album: "Freedom For Your Soul" e "Long Way Home", con sue canzoni originali. Due delle sue hit, "A Place In My Heart" e "I Remember" sono arrivate nella top 10 nazionale, e una è arrivata al numero 1, "Plea of An Angel". Durante la pandemia del 2020, Paul ha iniziato a trasmettere concerti dal vivo sui suoi social media, esibendosi in quasi 500 spettacoli dal vivo in 2 anni.
Quando non è sul set o si prepara per uno spettacolo o un film, Paul trascorre più tempo possibile con la sua famiglia, ospitando un podcast molto popolare, "The Grass is Greener with Paul Greene" e sviluppando programmi di educazione trasformativa con la sua partner Kate. 

## Filmografia

### Cinema
- Somewhere, regia di Sofia Coppola (2010)
- Screwed, regia di John Wynn (2013)
- Beautiful Girl, regia di Stevie Long (2014)
- Deadly Sanctuary, regia di Nancy Criss (2017)
- Un nuovo inizio (Sweet Home Carolina), regia di Charlie Vaughn (2017)
- Buttons, regia di Tim Janis (2018)
- Subject 3, regia di Teresa Decher (2020) (cortometraggio)

### Televisione
- CSI: New York – serie TV, episodio 1x02 (2004)
- Freddie – serie TV, episodio 1x12 (2006)
- Shark - Giustizia a tutti i costi – serie TV, episodio 1x02 (2006)
- Wicked Wicked Games – serie TV, 9 episodi (2006-2007)
- The Wedding Bells – serie TV, episodio 1x03 (2007)
- My Own Worst Enemy – serie TV, episodio 1x04 (2009)
- NCIS - Unità anticrimine – serie TV, episodio 6x16 (2009)
- Eastwick – serie TV, episodio 1x08 (2009)
- The Whole Truth – serie TV, episodio pilota 1x01 (2010)
- Harry's Law – serie TV, episodi 1x09-1x12 (2011)
- The Highest Pass - Documentario, regia di Jon Fitzgerald (2012)
- Non uccidere (Do No Harm), regia di Philippe Gagnon - film TV (2012)
- NTSF:SD:SUV – serie TV, episodio 2x02 (2012)
- The Client List - Clienti speciali – serie TV, episodio 2x02 (2013)
- The Newsroom – serie TV, episodio 2x05 (2013)
- CSI - Scena del crimine – serie TV, episodio 14x17 (2014)
- Bitten – serie TV, 13 episodi (2014)
- Girlfriends' Guide to Divorce – serie TV, episodi 1x04-1x05 (2014)
- Il destino sotto l'albero (A Christmas Detour), regia di Ron Oliver - film TV (2015)
- Due cuori e un matrimonio (Perfect Match), regia di Ron Oliver - film TV (2015)
- Animagemella.com (Anything for Love), regia di Terry Ingram - film TV (2016)
- Un desiderio per Natale (A Wish for Christmas), regia di Christie Will Wolf - film TV (2016)
- Due cuori e una... tenda! (Campfire Kiss), regia di James Head - film TV (2017)
- Il mio matrimonio preferito (My Favorite Wedding), regia di Mel Damski - film TV (2017)
- Natale ad Angel Falls (Christmas in Angel Falls), regia di Bradley Walsh - film TV (2017)
- Natale a Evergreen - Un pizzico di magia (Christmas in Evergreen: Tidings of Joy), regia di Sean McNamara (2019)
- Quando chiama il cuore (When Calls the Heart), – serie TV, 49 episodi (2017-2021)
- Il Natale di Chris (Christmas CEO), regia di Jonathan Wright - film TV (2021)
- Fit for Christmas, regia di Jessica Harmon - film TV (2022)
- I'm Glad It's Christmas, regia di Steve Gottfried (2022)

## Doppiatori Italiani
Nelle versioni in italiano dei suoi lavori, Paul Greene è stato doppiato da:
- Alessio Cigliano in Animagemella.com, Natale ad Angel Falls
- Fabio Boccanera in NCIS - Unità anticrimine
- Federico Di Pofi in Il Natale di Chris
- Daniele Barcaroli ne Il musical di Natale